# Fichous-Riumayou
Fichous-Riumayou é uma comuna francesa na região administrativa da Nova Aquitânia, no departamento dos Pirenéus Atlânticos. Estende-se por uma área de 6,27 km². Em 2010 a comuna tinha 180 habitantes (densidade: 28,7 hab./km²).